# Rayagada
Rayagada est une ville indienne située dans le district de Rayagada dans l’État de l'Odisha. En 2011, sa population était de 73 208 habitants.

## Source de la traduction
- (en) Cet article est partiellement ou en totalité issu de l’article de Wikipédia en anglais intitulé « Rayagada » (voir la liste des auteurs).